# Earias bequetio
Earias bequetio is een vlinder uit de familie visstaartjes (Nolidae). De wetenschappelijke naam van deze soort is voor het eerst geldig gepubliceerd in 1953 door Berger.
De soort komt voor in tropisch Afrika.